# Cerise (coloriste)
Pour les articles homonymes, voir Cerise (homonymie).
Cerise est le nom d'un studio de coloristes belge de bande dessinée formé par deux époux : Cynthia Englebert et Giancarlo Carboni. Cynthia Englebert a auparavant travaillé pendant huit ans au sein du Studio Leonardo. Au sein du studio Cerise, Englebert réalise ses couleurs principalement à la main, alors que Carboni travaille exclusivement sur ordinateur.
Le studio Cerise travaille principalement pour des auteurs publiant dans le journal de Spirou et chez Dupuis.
Cynthia Englebert (Mont-sur-Marchienne, 9 janvier 1963) effectue ses humanités artistiques à La Garenne de Charleroi. Elle va travailler, dès 1982 au Studio Leonardo. Suite à une demande de Marsu Productions, elle fonde le Studio Cerise.
Giancarlo Carboni (Donori (Sardaigne), 11 mars 1957), arrive à l'âge de trois ans avec ses parents à Châtelineau. Après ses humanités, il entreprend des études musicales. Il va travailler au Studio Leonardo pendant quatre ans et il fonde le Studio Cerise en 1990.
Ils travaillent indépendamment pour différents éditeurs français et belges.
Selon Batem : « Aujourd'hui, Cynthia et Giancarlo colorisent tous les deux à l'ordinateur, en tout cas sur mes planches (Fantomiald, Marsupilami…). Normalement, Giancarlo dégrossit le travail, fait les aplats et commence le travail d'ambiance. En général, Cynthia met la touche finale. »

## Séries réalisées
- Cactus Club
- Chaminou
- Charly
- Les Danois, album de Clarke
- Docteur Poche

- Jérôme K. Jérôme Bloche
- Léo Loden (depuis le tome 14)
- Luka
- Marsupilami (depuis le tome 5)
- Mélusine
- Natacha
- Pierre Tombal
- Le P'tit Bout d'chique
- Sammy
- Seuls
- Soda
- Tandori
- Le Trombone illustré
- Le Petit Spirou

### Ommegang 1930
- Ommegang 1930[6], Éditions Anspach, Lasne, 13 juin 2025
Scénario : Patrick Weber - Dessin : Thomas Liera - Couleurs : Cerise -  (ISBN 9782931105436)

#### Livres
: document utilisé comme source pour la rédaction de cet article.
- Jacques Fiérain, « Cerise SPRL », dans La BD dans la province du Hainaut, Charleroi, Éd. l'Âge d'or, septembre 2006, 96 p., ill. ; 31 cm (ISBN 9782960046458 et 2960046455, OCLC 469651838, présentation en ligne), p. 9. .

#### Articles
- Christine Liogier, « Avec lui, le Marsupilami en voit de toutes les couleurs », Le Progrès,‎ 18 octobre 2014.